# エルヴェ・ルナール
エルヴェ・ルナール（フランス語: Hervé Renard、1968年9月30日 - ）は、フランスの元サッカー選手、現サッカー指導者。現サウジアラビア代表監督。選手時代のポジションはDF。
2018 FIFAワールドカップではモロッコ代表を率いており、端正な顔立ちとトレードマークの白いシャツで世界中のファンを魅了した。

## クラブ歴
サヴォワ県エクス＝レ＝バンの生まれ。1983年にASカンヌで選手となった。1991年にスタッド・ド・ヴァロリスに移籍、1997年にSCドラギニャンに移籍し翌年選手を引退した。ドラギニャン時代はアマチュアであったため、午前中に清掃業を行って、午後にトレーニングを積むという生活であったが、後に自身で清掃会社を立ち上げた。

## 指導歴

### 初期
1999年に選手時代の最後を過ごしたドラギニャンでそのまま監督に就任し、2001年まで務めた。
2002年から2003年にかけてはクロード・ル・ロワ監督の下上海中遠匯麗でヘッドコーチを務めた。
2004年にケンブリッジ・ユナイテッドFCの監督に就任。
同年、ナムディンFCの監督に就任したが、数ヶ月で退任した。
2005年にASシェルブール・フォトボルの監督に就任し、2007年に退任した。
2007年夏から2008年夏にかけては、再びクロード・ル・ロワ監督の下、ガーナ代表のアシスタントコーチを務めた。

### 二度のザンビア代表監督
2008年5月にザンビア代表の監督に就任。アフリカネイションズカップ2010では準々決勝進出の結果を残した。2010年4月に2ヶ月の契約を残して退任した。その2日後にアンゴラ代表監督に就任。しかし同年10月に退任した。
2011年1月21日にUSMアルジェの監督に就任。
同年10月22日に再びザンビア代表監督に単年契約で就任。アフリカネイションズカップ2012では史上初の優勝を記録、決勝の地がガボン航空惨事が起こった場所のすぐ近くであったのもあり、この優勝は事故で亡くなったザンビア代表18人に捧げられた。2012年5月にはザンビアのスポーツ庁長官であるチシンバ・カンビウィは月末には彼との契約を更新する見込みであると発表した。
しかしアフリカネイションズカップ2013ではグループステージ敗退に終わり、彼自身も自らの責であると述べた。この敗退にはFIFAコンフェデレーションズカップ2013に出場する機会を逸したと批判された。同年10月、FCソショー＝モンベリアルの監督就任に先立って退任した。

### ソショー
2013年10月7日にリーグ・アンのソショー＝モンベリアルの監督に就任。2014年4月にはモロッコ代表監督就任の噂が流れた。同月5月にリーグ・ドゥ降格を受け解任。

### コートジボワール
2014年7月にコートジボワール代表監督の候補に上がり、そのまま就任した。アフリカネイションズカップ2015で同国代表を率いて優勝、二つの国でアフリカネイションズカップを制した史上初の監督となった。

### リール
2015年5月にリールの監督に就任。しかし同年11月11日に、13試合で勝ち点13に沈んで解任された。

### モロッコ
2016年2月に空席となっていたモロッコ代表監督の候補として名が上がり、同月中に就任した。しかし同年10月には空席となっていたアルジェリア代表監督就任の噂も出た。
2017年11月に2018 FIFAワールドカップ出場が決定。同月末に2022年まで契約を延長した。その後、日本代表がヴァイッド・ハリルホジッチ監督を解任した際には後任候補にあがったものの、2022年まで契約が残っているためにこれを断ったとの報道もなされた。2018 FIFAワールドカップでは俳優のような美しい容姿とトレードマークの白いシャツが世界中で話題となった。
2019年7月、アフリカネイションズカップ2019では決勝トーナメント1回戦でベナン代表相手にPK戦で敗北。これに対して責任を感じた彼は同月15日付で辞任した。

### サウジアラビア
2019年7月下旬、サウジアラビア代表監督に就任、フランス人としては初めての同国代表監督となった。同年9月10日の2022 FIFAワールドカップ・アジア2次予選・イエメン代表戦が初陣となった。
2022年11月22日、サウジアラビア（FIFAランキング51位）を指揮して迎えた2022 FIFAワールドカップ・グループCの初戦、W杯まで36試合無敗を維持していたアルゼンチン代表（FIFAランキング3位）と対戦した。前半にリオネル・メッシのPKを許したものの、後半にサレー・アル＝シェフリとサーレム・アッ＝ドーサリーのゴールで逆転し、2-1で制す世紀の番狂わせを起こした。なお、W杯でアジア勢がアルゼンチンに勝利したのは史上初だった。

### フランス女子代表
2023年2月、2023 FIFA女子ワールドカップ開幕目前に代表キャップ142試合を持つワンディ・ルナールがコリーヌ・ディアクル監督との軋轢をきっかけに事実上の代表引退となる代表活動を拒否することを公表。その後、複数の中心選手もワンディを支持する形で活動を拒否を表明。これを受けて翌月、フランスサッカー連盟がディアクルの解任を決断すると、彼女の後任として2027年まで予定されていたサウジアラビア代表監督を辞任してフランス女子代表監督に就任した。
男子に続いて女子ワールドカップでも指揮したことで、ルナールはイングランド人のジョン・ハードマンに次いで、男女両方のワールドカップで指揮を執った史上2人目の監督となった。2023年7月29日、フランスがグループステージでブラジルに2-1で勝利したことでルナールは男女両方のワールドカップで勝利を挙げた初の監督となったが、準々決勝でオーストラリアにPK戦の末に敗れて敗退した。
2024年1月、延期されたアフリカネイションズカップ2023のためにコートジボワールはルナールと一時的な契約を試みたが、フランスサッカー連盟により拒否された。

### サウジアラビア復帰
2024年10月26日、成績低迷によって解任されたロベルト・マンチーニ監督の後任としてサウジアラビア代表に再招聘された。

## 私生活
- ザンビア代表監督時代には洗剤のCMに起用された[2]。

- ブルーノ・メツの未亡人との交際が報じられたが、両人ともに3人の子供がいる[51]。

## 監督成績
2024年10月30日現在
| クラブ           | 就任           | 退任           | 記録 | 記録 | 記録 | 記録 | 記録 | 記録 | 記録 | 記録   |
| クラブ           | 就任           | 退任           | 試   | 勝   | 分   | 敗   | 得   | 失   | 差   | 勝率   |
| ---------------- | -------------- | -------------- | ---- | ---- | ---- | ---- | ---- | ---- | ---- | ------ |
| ドラギニャン     |                |                | 101  | 37   | 35   | 29   | 131  | 110  | +21  | 036.63 |
| ケンブリッジ・U  | 2004年1月1日   | 2004年5月12日  | 25   | 4    | 7    | 14   | 20   | 32   | −12  | 016.00 |
| シェルブール     | 2005年7月1日   | 2007年6月30    | 77   | 19   | 31   | 27   | 75   | 91   | −16  | 024.68 |
| ザンビア         | 2008年5月7日   | 2010年4月6日   | 36   | 14   | 11   | 11   | 42   | 33   | +9   | 038.89 |
| アンゴラ         | 2010年4月8日   | 2010年10月6日  | 3    | 0    | 0    | 3    | 0    | 6    | −6   | 000.00 |
| USMアルジェ      | 2011年1月18日  | 2011年10月23日 | 22   | 9    | 7    | 6    | 25   | 17   | +8   | 040.91 |
| ザンビア         | 2011年10月24日 | 2013年10月6日  | 35   | 14   | 15   | 6    | 41   | 19   | +22  | 040.00 |
| ソショー         | 2013年10月7日  | 2014年5月24日  | 33   | 11   | 8    | 14   | 36   | 49   | −13  | 033.33 |
| コートジボワール | 2014年6月29日  | 2015年5月25日  | 17   | 7    | 6    | 4    | 26   | 21   | +5   | 041.18 |
| リール           | 2015年5月26日  | 2015年11月11日 | 14   | 3    | 7    | 4    | 14   | 9    | +5   | 021.43 |
| モロッコ         | 2016年2月16日  | 2019年7月21日  | 51   | 31   | 12   | 8    | 82   | 27   | +55  | 060.78 |
| サウジアラビア   | 2019年7月29日  | 2023年3月28日  | 44   | 21   | 10   | 13   | 57   | 35   | +22  | 047.73 |
| フランス女子     | 2023年3月30日  | 2024年8月6日   | 27   | 18   | 3    | 6    | 47   | 25   | +22  | 066.67 |
| サウジアラビア   | 2024年10月26日 | —              |      |      |      |      |      |      |      |        |
| 通算             | 通算           | 通算           | 485  | 189  | 150  | 146  | 591  | 474  | +117 | 038.97 |

## タイトル

### 指導者時代
ザンビア代表
- アフリカネイションズカップ：1回（2012）
- COSAFAキャッスルカップ：1回（2013）

コートジボワール代表
- アフリカネイションズカップ：1回（2015）

個人
- CAF年間最優秀監督 : 3回（2012, 2015, 2018）